# Вильдт, Руперт
Руперт Вильдт (англ. Rupert Wildt, 1905—1976) — германо-американский астроном.

## Биография
Родился в Мюнхене, в 1927 окончил Берлинский университет. В 1928—1934 работал в Боннской обсерватории н Гёттингенской обсерваториях. С 1935 жил в США, в 1935—1936 работал в обсерватории Маунт-Вилсон, в 1936—1942 — в Институте перспективных исследований в Принстоне, в 1942—1946 — в университете штата Виргиния, в 1946—1973 — в Йельском университете (с 1957 — профессор астрофизики).
Основные труды в области физики планетных и звездных атмосфер и теории внутреннего строения планет. Отождествил в 1931 полосы поглощения в спектрах Юпитера, Сатурна, Урана и Нептуна с молекулами аммиака и метана, показав тем самым, что эти газы являются одними из основных компонентов атмосфер больших планет. Предложил модели внутреннего строения планет-гигантов, согласно которым они состоят главным образом из водорода. В 1938 первым высказал мысль о том, что отрицательный ион водорода, существование которого было предсказано на основании квантовомеханических расчетов, является основным источником непрерывного поглощения в атмосферах Солнца и звезд промежуточных классов; это открытие сыграло большую роль в дальнейшей разработке теории звездных атмосфер. Ряд работ посвящён звездной спектроскопии и геохимии.
Президент Ассоциации университетов для исследований в области астрономии (1965—1968, 1971—1972).
Золотая медаль Королевского астрономического общества(1960) и медаль Эддингтона (1966).
В его честь назван кратер на Луне и астероид № 1953.